# Xinshao
Xinshao (chinesisch 新邵县, Pinyin Xīnshào Xiàn) ist ein Kreis der bezirksfreien Stadt Shaoyang in der chinesischen Provinz Hunan. Xinshao hat eine Fläche von 1.763 km² und 787.200 Einwohner (Stand: Ende 2018). Sein Hauptort ist die Großgemeinde Niangxi (酿溪镇).

## Administrative Gliederung
Auf Gemeindeebene setzt sich der Kreis aus elf Großgemeinden und vier Gemeinden zusammen. 